# Pachyphytum coeruleum
Pachyphytum coeruleum är en fetbladsväxtart som beskrevs av Meyran. Pachyphytum coeruleum ingår i släktet Pachyphytum och familjen fetbladsväxter. Inga underarter finns listade i Catalogue of Life.

## Bildgalleri

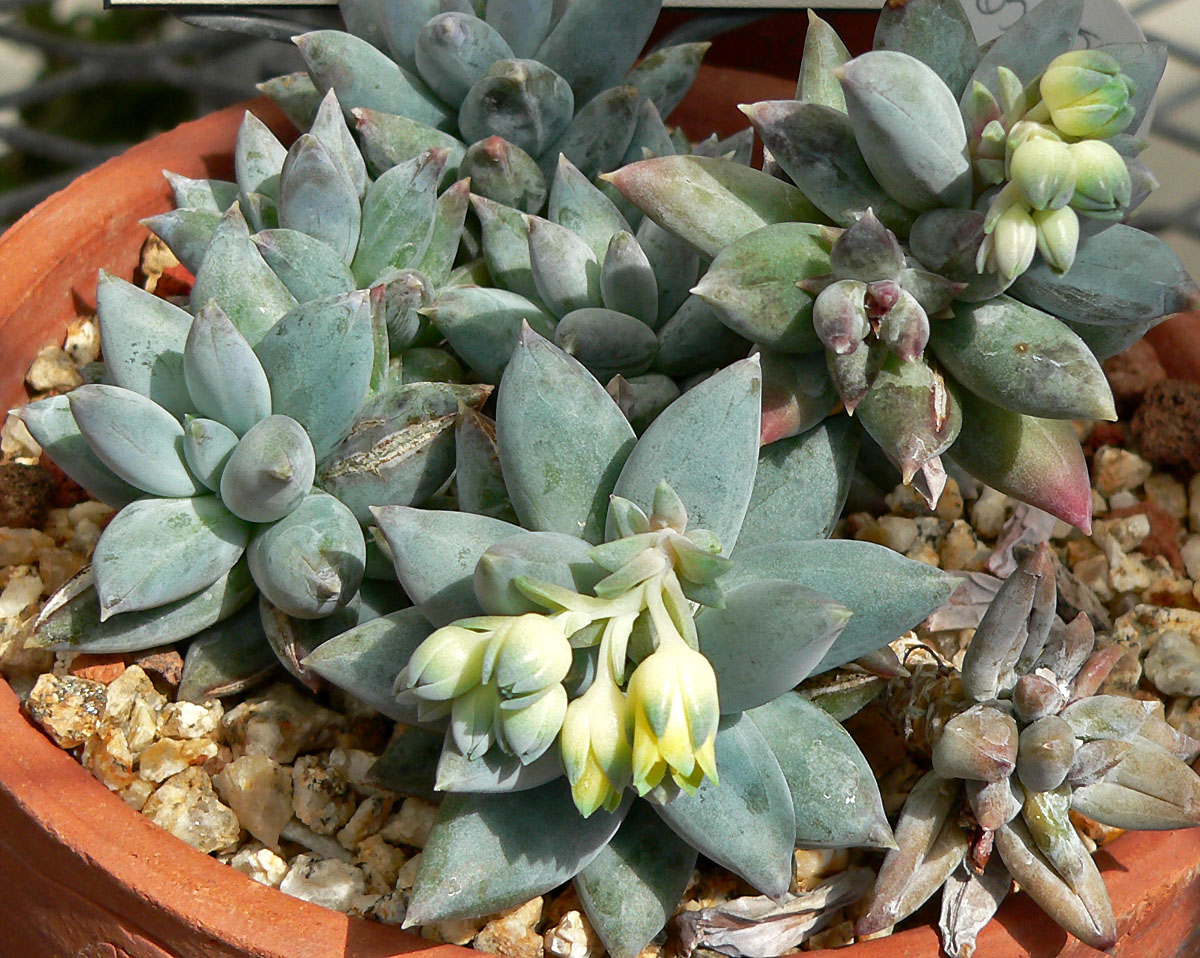
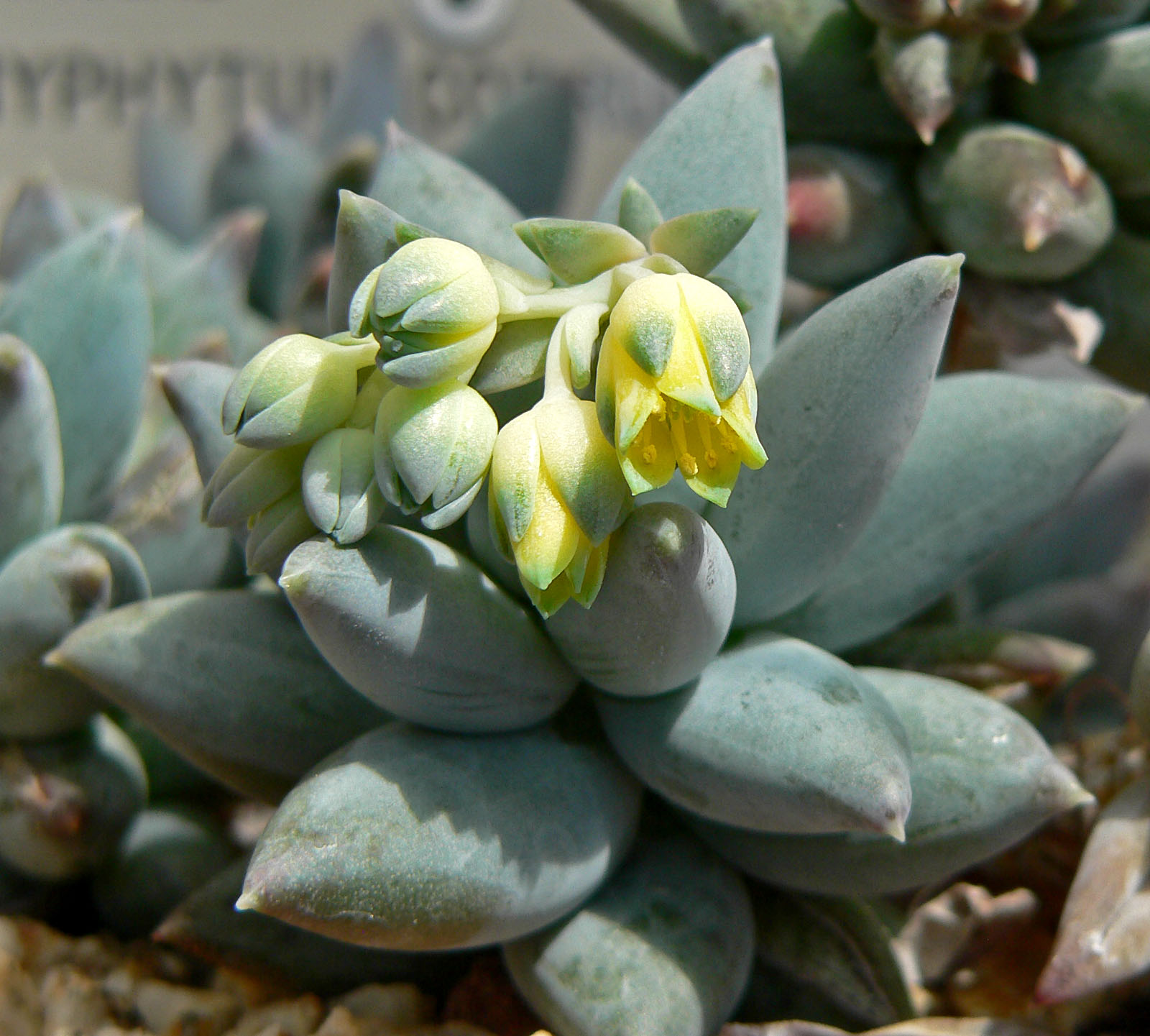